# Malyshevita
La malyshevita és un mineral de la classe dels sulfurs, que pertany al grup de la lapieïta. Rep el nom per Ilya Ilyich Malyshev (Илья Ильич Малышева) (19 de juliol (1 d'agost) de 1904, Maykor, Perm, Imperi Rus - 23 d'abril de 1973, Moscou, URSS), descobridor del jaciment de minerals de titani de Samotkansky, als Urals, juntament amb el seu fill, el professor VI Malyshev (В. И. Малышева) (1927-2002).

## Característiques
La malyshevita és una sulfosal de fórmula química PdCuBiS₃. Va ser aprovada com a espècie vàlida per l'Associació Mineralògica Internacional l'any 2006, sent publicada per primera vegada el mateix any. Cristal·litza en el sistema ortoròmbic.
Segons la classificació de Nickel-Strunz, la malyshevita pertany a «02.GA: nesosulfarsenats, nesosulfantimonats i nesosulfbismutits sense S addicional» juntament amb els següents minerals: proustita, pirargirita, pirostilpnita, xantoconita, samsonita, skinnerita, wittichenita, lapieïta, mückeïta, lisiguangita, aktashita, gruzdevita, nowackiïta, laffittita, routhierita, stalderita, erniggliïta, bournonita, seligmannita i součekita.

## Formació i jaciments
Va ser descoberta a la mina Srednyaya Padma, que es troba al dipòsit d'urani i vanadi de Velikaya Guba, a prop del llac Onega (República de Carèlia, Rússia). També ha estat descrita en altres indrets del país, així com a la República Popular de la Xina, el Canadà i Escòcia.